# Joseph Derenbourg
Joseph Naftali Derenbourg, o Joseph Derenburg (Magonza, 21 agosto 1811 – Bad Ems, 29 luglio 1895), è stato uno storico, orientalista e traduttore tedesco naturalizzato francese.

## Biografia
Joseph Derenburg nacque a Magonza. Figlio di un avvocato di religione israelita, frequentò la scuola rabbinica a Magonza e le università di Giessen e di Bonn, dove apprese la lingua araba sotto la guida di Gustav Freytag. Si trasferì in Francia nel 1838; nel 1843 ottenne la cittadinanza francese e francesizzò il cognome in "Derenbourg". 
Fu professore di lingua ebraica alla École pratique des hautes études di Parigi, pubblicò testi nelle lingue araba ed ebraica e collaborò al Corpus inscriptionum semiticarum, la raccolta di iscrizioni semitiche. Fece conoscere Saadia Gaon e ne tradusse le opere dall'ebraico e dall'arabo. 
Anche suo figlio Hartwig (1844-1908) fu un importante orientalista.

## Opere
- Essai sur l'Histoire et la Géographie de la Palestine d'Après les Thalmuds et les Autres Sources Rabbiniques: I., Histoire de la Palestine. Paris, 1867.
- Opuscules et Traités d'Aboû I-Walîd Merwan ibn Djanâh de Cordoue; in collaborazione con Hartwig Derenbourg. Paris, 1880.
- Deux Versions hébraïques du Livre de Kalilâh et Dimnâh, Paris, 1881
- Johannis de Capua Directorium Humanæ Vitæ, Alias Parabola Antiquorum Sapientum (traduzione in lingua latina del precedente). Paris, 1889.
- Commentaire de Maïmonide sur la Mischnah, Seder Tohorot, in tre parti, Berlin, 1887-89.